# Carina Fogde
Carina Fogde, född 13 oktober 1960 i Filipstad, är en svensk konstnär inom grafik, måleri, film, foto och skulptur. 
Carina Fogde har en MFA, Master of Fine Art från HDK -Valand, i metallgestaltning, har läst konstvetenskap vid Södertörns högskola och är utbildad bildterapeut och gymnasielärare från Göteborgs universitet. Hon har även studerat vid Hellidens folkhögskola i Tidaholm 1995–1996, Ljud & Bildskolan i Varberg 2000, Falkenbergs konstskola 1987–1989 samt Helsjöns folkhögskola 1980–1981. Fogde har ställt ut internationellt b.l.a. Sydkorea, Kina, Malaysia,  Japan, USA, Spanien, Italien, Kanada, Österrike, Finland, Norge och Tyskland. 
Carina Fogde fick Thor Fagerkvist-stipendiet 2016 tillsammans med Marc Broos, Ferlinstipendiet 2015 och Varbergs Kulturstipendium 2015.